# Teresa Stadloberová
Teresa Stadloberová, nepřechýleně Stadlober (* 1. února 1993, Schladming), je rakouská běžkyně na lyžích.

## Sportovní kariéra
Pochází ze sportovní rodiny – je dcerou Roswithy Steinerové a Aloise Stadlobera. Její bratr Luis Stadlober je také běžkař. Jako dítě vyzkoušela řadu sportů – judo, plavání, tenis, skialpinismus a běh na lyžích. Tréninky na běžeckých tratích Skiclubu Sparkasse Radstadt ji nadchly nejvíce, dostavily se i první úspěchy v mládežnických závodech a Teresa se rozhodla pokračovat v běhu na lyžích pod vedením svého otce na vrcholové úrovni. Na Mistrovství světa juniorů v klasickém lyžování 2013 se stala juniorskou mistryní světa ve skiatlonu a v běhu na 5 km volně vybojovala stříbrnou medaili. V následující sezóně debutovala ve Světovém poháru v běhu na lyžích. Absolvovala i Tour de Ski 2013/14, při níž získala první pohárové body a do cíle na Alpe Cermis dojela na 27. místě. Už při tomto premiérovém startu na Tour předvedla, že závěrečný výběh na Alpe Cermis jí vyhovuje. Od této sezóny absolvovala všechny ročníky Tour de Ski a postupně se zlepšovala – v sezóně 2017/18 byla celkově pátá a v etapě na Alpe Cermis měla druhý nejrychlejší čas.
Zúčastnila se tří olympiád (2014, 2018, 2022) a sedmi Mistrovství světa (2013, 2015, 2017, 2019, 2021, 2023 a 2025). Jejím cílem bylo navázat na medailová umístění z juniorských šampionátů. Zatím nejblíže byla na MS 2017 v Lahti – ve skiatlonu byla šestá. Životní úspěch měla na dosah v závodě na 30 km klasicky na ZOH 2018 v Pchjongčchangu – na 23. kilometru jela na druhém místě a zvyšovala svůj náskok před soupeřkami, ale při sjezdu zvolila špatný směr, než si svou chybu uvědomila a vrátila se na správnou trať, šest soupeřek ji předstihlo. Poté ještě jednou zaváhala na stadionu a do cíle nakonec dorazila až devátá, zcela zklamaná.

## Výsledky

### Výsledky ve Světovém poháru
| Sezóna  | Věk | Sezónní výsledky | Sezónní výsledky | Sezónní výsledky | Sezónní výsledky | Výsledky na Ski Tour | Výsledky na Ski Tour | Výsledky na Ski Tour | Výsledky na Ski Tour |
| Sezóna  | Věk | Celkově          | Distance         | Sprinty          | U23              | Nordic Opening       | Tour de Ski          | WC Final             | Ski Tour Kanada      |
| ------- | --- | ---------------- | ---------------- | ---------------- | ---------------- | -------------------- | -------------------- | -------------------- | -------------------- |
| 2013/14 | 21  | 72.              | 54.              | —                | —                | 62.                  | 27.                  | —                    | —                    |
| 2014/15 | 22  | 28.              | 26.              | —                | 2.               | 33.                  | 10.                  | —                    | —                    |
| 2015/16 | 23  | 19.              | 15.              | —                | 3.               | 27                   | 11.                  | —                    | 18.                  |
| 2016/17 | 24  | 12.              | 11.              | —                | —                | 15.                  | 9.                   | 14.                  | —                    |
| 2017/18 | 25  | 8.               | 7.               | —                | —                | 6.                   | 5.                   | 14.                  | —                    |
| 2018/19 | 26  | 22.              | 12.              | —                | —                | 7.                   | DNF                  | 29.                  | —                    |
| 2019/20 | 27  | 10.              | 9.               | 65.              | —                | 16.                  | 6.                   | —                    | —                    |
| 2020/21 | 28  | 14.              | 11.              | 80.              | —                | 16.                  | 9.                   | —                    | —                    |
| 2021/22 | 29  | 17.              | 11.              | NC               | —                | —                    | 7.                   | —                    | —                    |
| 2022/23 | 30  | 15.              | 10.              | 104.             | —                | —                    | 9.                   | —                    | —                    |
| 2023/24 | 31  | 12.              | 9.               | 72.              | —                | —                    | 13.                  | —                    | —                    |

### Výsledky na OH
| Rok  | Věk | 10 km | 15 km skiatlon | 30 km hromadný start | sprint | 4 × 5 km štafeta | sprint dvojic |
| ---- | --- | ----- | -------------- | -------------------- | ------ | ---------------- | ------------- |
| 2014 | 21  | —     | 36.            | 20.                  | —      | 12.              | 8.            |
| 2018 | 25  | 9.    | 7.             | 9                    | —      | —                | 14.           |
| 2022 | 29  | 9.    | 3.             | 11.                  | —      | —                | 6.            |

### Výsledky na MS
| Rok  | Věk | 10 km | 15 km skiatlon | 30 km hromadný start | sprint | 4 × 5 km štafeta | sprint dvojic |
| ---- | --- | ----- | -------------- | -------------------- | ------ | ---------------- | ------------- |
| 2013 | 20  | 26.   | 29             | —                    | —      | 11.              | —             |
| 2015 | 22  | 25.   | 21.            | 13.                  | —      | —                | —             |
| 2017 | 24  | 12.   | 6.             | 8.                   | —      | —                | —             |
| 2019 | 26  | 8.    | —              | 8.                   | —      | —                | —             |
| 2021 | 28  | 9.    | 4.             | 5.                   | —      | —                | —             |
| 2023 | 30  | —     | 17.            | 8.                   | —      | —                | —             |
| 2025 | 32  | 4.    | 16.            | 11.                  | —      | —                | —             |